# Gatoh Move Pro Wrestling
Gatoh Move Pro Wrestling, también conocida como Gatoh Move, es una empresa independiente de lucha libre profesional japonesa fundada en 2012 y dirigida por Emi Sakura. La empresa es más conocida por albergar espectáculos en Tokio en Ichigaya Chocolate Square, donde no hay un ring de lucha libre, solo un pequeño espacio de actuación en forma de cuadrado.

## Historia
Mientras estaba en Tailandia, Emi Sakura conoció a Prachapoom “Pumi” Boonyatud, un fanático de la lucha libre desde hace mucho tiempo. Al conocer a Boonyatud, Sakura se enteró de que hay muchos fanáticos de la lucha libre profesional en Tailandia, lo que llevó a los dos a crear Gatoh Move en febrero de 2012. Originalmente, la promoción se llamaba Bangkok Girls Pro Wrestling (BBK Pro), pero fue rebautizada como Gatoh Move en mayo. En noviembre de 2019, Gatoh Move celebró su última exposición en Tailandia, sin dejar de estar activo en Japón.
El 22 de septiembre de 2017, Gatoh Move coronó a su primera Campeona de Super Asia, cuando Riho derrotó a "Kotori" en la final de un torneo para convertirse en la campeona inaugural. El campeonato quedó vacante el 4 de junio de 2019 y permaneció vacante hasta 2021. El 24 de marzo de 2016, Gatoh Move coronó a sus primeras Campeonas en Parejas de Asia Dream, Mizuki y Saki. Ha habido nueve campeones, siendo Best Bros (Baliyan Akki y Mei Suruga) las actuales campeonas. La primera Campeona de Super Asia dejó Gatoh Move en julio de 2019.
En febrero de 2021, Emi Sakura y Mei Suruga compitieron en el torneo por una oportunidad por el Campeonato Mundial Femenino de AEW para All Elite Wrestling (AEW), sin embargo, ninguna logró ganar el torneo.
El Campeonato de Super Asia revivió en el episodio 99 de Chocopro el 22 de marzo de 2021, donde se anunció un combate individual entre Minoru Fujita y Baliyan Akki para el día 2 del 100 aniversario de Chocopro el 28 de marzo, donde Fujita derrotó a Akki para ganar el título.

## Campeonatos
| Campeonato                       | Actual (es) campeón (a, as)           | Reinado | Fecha                   | Días  | Localización | Ex campeón (a, as)          |
| -------------------------------- | ------------------------------------- | ------- | ----------------------- | ----- | ------------ | --------------------------- |
| Super Asia Championship          | Minoru Fujita                         | 1       | 18 de marzo de 2021     | 1454+ | Tokio, Japón | Vacante                     |
| Asia Dream Tag Team Championship | Best Bros (Baliyan Akki & Mei Suruga) | 1       | 31 de diciembre de 2020 | 1531+ | Tokio, Japón | Emi Sakura & Kaori Yoneyama |